# 岡県村
岡県村（おかがたむら）は、1889年（明治22年）4月1日から1907年（明治40年）10月1日まで福岡県遠賀郡にあった村。現在の遠賀郡岡垣町の一部にあたる。

## 地理
孔大寺山地北麓に位置し、北は響灘に面していた。

## 歴史
- 1889年（明治22年）4月1日 - 遠賀郡波津村、原村、内浦村、手野村、三吉村、吉木村が合併し岡県村が設立[2][3]。
- 1895年（明治28年）- 吉木から現芦屋町までの新道が開通[2]。
- 1907年（明治40年）10月1日 - 遠賀郡矢矧村と合併し岡垣村を新設して消滅[2][3]。